# Деде, Невиль
Не́виль Та́нас Де́де (алб. Nevil Thanas Dede, род. 10 января 1975) — албанский футболист и футбольный тренер.

## Биография
Он играл за «Тирану» с 1994 до 2008 года, за исключением 2004—2006 годов, когда он играл за «Эльбасани». За свою карьеру Деде девять раз становился чемпионом Албании (восемь раз с «Тираной», один раз с «Эльбасани»), пять раз выигрывал кубок и шесть — суперкубок (всё с «Тираной»). Деде является самым титулованным игроком «Тираны» наравне с Бленди Наллбани. Деде также провёл один сезон в Китае — в 2008 году выступал за «Гуанчжоу Фули», в чемпионате Китая Деде с командой занял 11-е место. Последний сезон в карьере (2008/09) он провёл с «Эльбасани», объявив о завершении карьеры в сентябре 2009 года из-за травм.
Деде дебютировал в албанской сборной в 1995 году и всего сыграл за неё 30 матчей. Причём не играл за сборную в 1997—1999 и в 2005 году. Больше всего матчей Деде сыграл в 2007 году (последнем году со сборной) — 11.
Тренерскую карьеру Деде начал с должности ассистента в «Скендербеу». Он трижды возглавлял «Тирану» как тренер: в сезоне 2009/10 он управлял командой лишь месяц, а, став тренером в следующем сезоне, Деде с клубом, несмотря на неубедительное выступление в чемпионате, выиграл кубок; в феврале 2013 года он в третий раз возглавил клуб и работал с ним до октября. Также в 2012 году он тренировал «Люфтетари», по итогам сезона 2012/13 клуб вышел в высшую лигу Албании.
10 января 2018 года Деде стал тренером «Эрзени», он был представлен в тот же день. Однако менее чем через две недели Деде объявил об уходе из команды, назвав в качестве основной причины большое расстояние базы клуба от Тираны.
25 сентября 2024 года Деде был назначен главным тренером клуба «Бюлис».